# Runningback

Die Position der Runningbacks in der I-Formation, vorne Full-, hinten Halfback

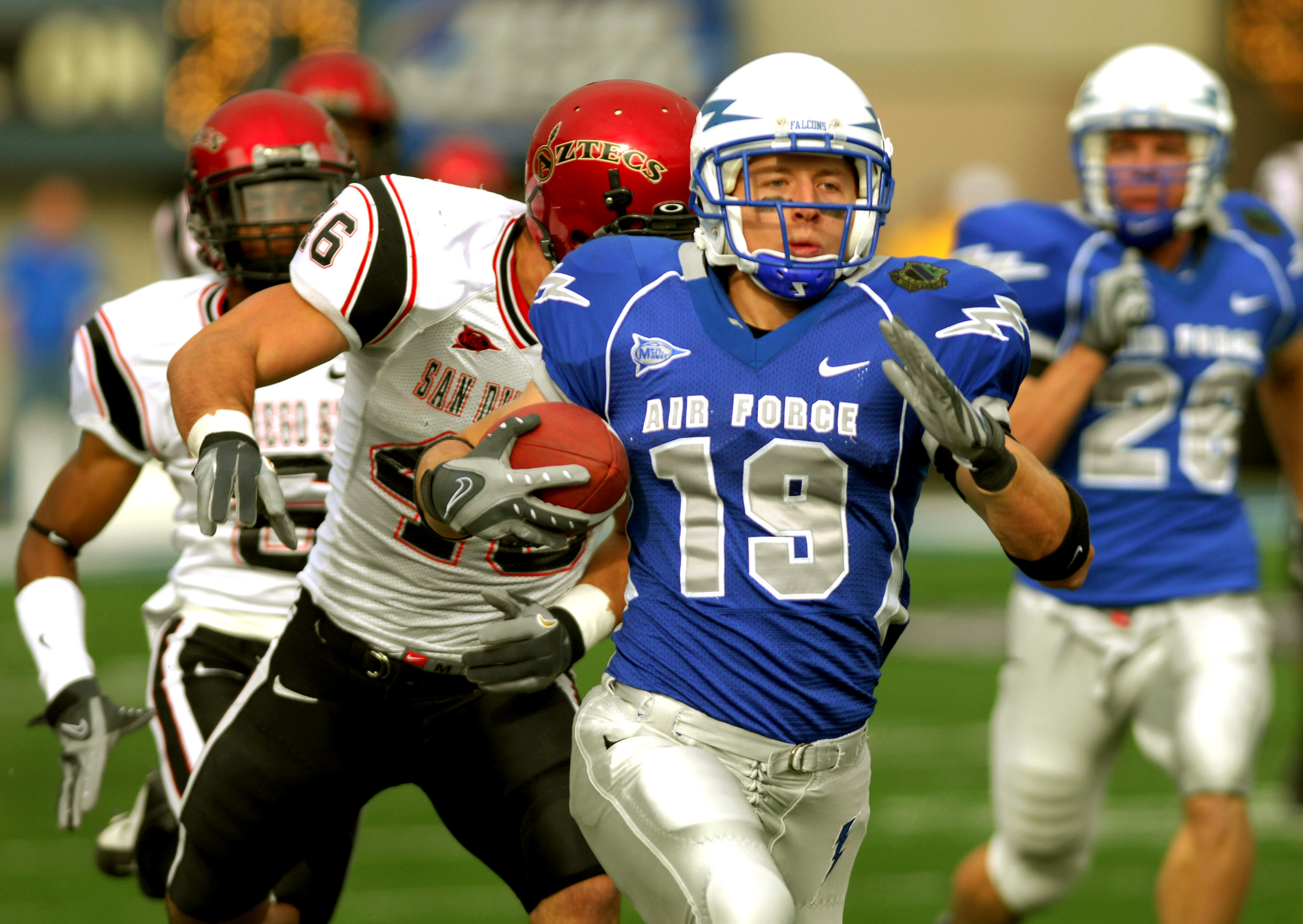
Runningback der Air Force.

Der Runningback (RB) ist eine Spielposition in der Offense beim American Football. Zwei verschiedene Typen des Runningbacks sind der Fullback und der Halfback. Der Halfback wurde in der Vergangenheit häufig auch als Tailback bezeichnet.
Der Runningback ist der primär für das Laufspiel verantwortliche Spieler. Im Gegensatz zum Quarterback, der hauptsächlich versucht, mit Pässen seine Mannschaft nach vorne zu treiben, nimmt der Runningback den Ball in die Hand und versucht, sich einen Weg durch die gegnerische Defense zu bahnen. Nach dem Snap des Centers zum Quarterback übergibt dieser den Ball an den Runningback, der in der Ausgangsstellung der am weitesten hinten stehende Spieler der Offense ist. Nun muss der Runningback zunächst versuchen, an der Defensive Line vorbeizukommen. Dabei hilft ihm seine Offensive Line (Center, Guards, Tackles und Tight End(s)), die ihm den Weg freiblocken soll. Danach muss der Runningback den Linebackern und Safeties ausweichen. Wenn ihm dies gelingt und er es ins offene Feld schafft, dann läuft er in die Endzone, um einen Touchdown zu erzielen. Neben dem Laufspiel werden Runningbacks auch gelegentlich als Passempfänger eingesetzt.
Ein guter Runningback zeichnet sich durch seine Schnelligkeit aus, die Körpergröße ist nicht entscheidend. Kleinere Spieler sind meist wendiger, sie können daher schneller ausweichen und vom Gegner auch aufgrund geringerer Angriffsfläche schwerer getackelt werden. Große Runningbacks haben dagegen den Vorteil, dass sie durch ihre Masse am Ende eines Laufs oftmals einige Extra-Yards erzielen können, indem sie sich kraftvoll nach vorne in die gegnerische Verteidigung werfen. Außerdem sind große, schwere Spieler in der Regel schwerer zu Boden zu bringen als leichtere Spieler. Von einem guten Laufversuch spricht man, wenn er etwa vier Yards Raumgewinn einbringt. Mit vier Yards pro Versuch braucht der Runningback nicht mehr als die zur Verfügung stehenden drei Versuche, um einen neuen First Down zu erreichen. Mit Regelmäßigkeit sind aber auch Läufe zu beobachten, die 20 oder mehr Yards Raumgewinn einbringen. In einem sehr guten Spiel bekommt der Runningback den Ball im Durchschnitt zwischen 20- und 30-mal und erläuft über 100 Yards.
Das Schlimmste für einen Runningback ist ein Fumble. Dabei verliert er den Ball, bevor mindestens eines seiner Knie oder einer seiner Ellenbogen den Boden berührt hat. Die Mannschaft, die den Ball aufnimmt, hat an dieser Stelle dann Angriffsrecht. Ganz selten darf der Runningback auch einen Pass werfen. Bei solchen Trickspielzügen versucht man, den Gegner auf eine falsche Fährte zu locken. Ein solcher Pass nach vorne darf jedoch nur hinter der Line of Scrimmage erfolgen, genau wie beim Quarterback.
Runningbacks unterteilt man meist in Halfbacks und Fullbacks. Der Halfback ist typischerweise agiler und wendiger, der schwerere, kräftigere Fullback kann auch als Vorblocker eingesetzt werden. Einen Spezialfall stellen die sogenannten „third down backs“ dar, die eingesetzt werden, wenn im dritten Down eher ein Pass- als Laufspielzug zu empfehlen ist (z. B. wenn die Distanz zum neuen ersten Down vier oder mehr Yards beträgt): Diese Runningbacks sind spezialisiert, den gegnerischen Pass Rush gegen den Quarterback aufzufangen und im dichten Gedränge einen Wurf zum neuen ersten Down zu fangen.